# Darda (Kroatië)

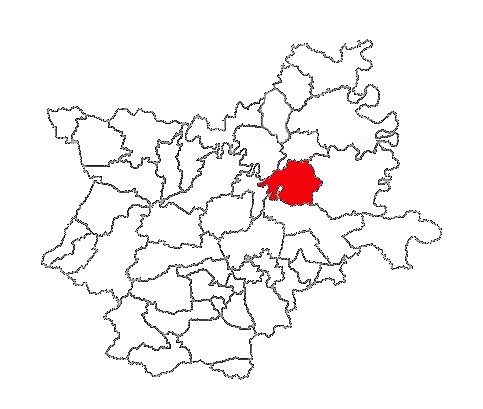

Darda (Hongaars: Dárda; Duits: Lanzenau; Servisch: Дарда) is een gemeente in de Kroatische provincie Osijek-Baranja. Het maakt deel uit van de streek Baranja.
Darda telt 7062 inwoners. De oppervlakte bedraagt 86,75 km², de bevolkingsdichtheid is 81,4 inwoners per km².

## Kernen en bevolking
De gemeente bestaat uit vier kernen, in totaal heeft de gemeente 5.464 inwoners (volkstelling 2021).
- Darda (4182 inwoners)
- Mece (882 inwoners)
- Švajcarnica (196 inwoners)
- Uglješ (507 inwoners)

### Etnische samenstelling bevolking
- Kroaten 3848 (55,70 %)
- Serviërs 1603 (23,20 %)
- Roma 650 (9,41 %)
- Hongaren 482 (6,98 %)
- Duitsers 38 (0,55 %)
- Roemenen 26 (0,38 %)
- Albanezen 23 (0,33 %)
- Bosniërs 19 (0,28 %)
- Montenegrijnen 19 (0,28 %)
- Slowaken 17 (0,25 %)
- Slovenen 11 (0,16 %)
- Overige 172 (2,49 %)

## Partnersteden
- Stabroek (België)

Steden (gradovi): Osijek · Beli Manastir · Belišće · Donji Miholjac · Đakovo · Našice · Valpovo

Gemeenten (općine): Antunovac · Bilje · Bizovac · Čeminac · Čepin · Darda · Donja Motičina · Draž · Drenje · Đurđenovac · Erdut · Ernestinovo · Feričanci · Gorjani · Jagodnjak · Kneževi Vinogradi · Koška · Levanjska Varoš · Magadenovac · Marijanci · Petlovac · Petrijevci · Podgorač · Podravska Moslavina · Popovac · Punitovci · Satnica Đakovačka · Semeljci · Strizivojna · Šodolovci · Trnava · Viljevo · Viškovci · Vladislavci · Vuka